# Tajga
Tajga (Russisch: Тайга; "taiga") is een stad in het noordwesten van de Russische oblast Kemerovo in het Koezbassgebied in Zuid-Siberië. De stad ligt op de Koeznetsk-depressie op 119 kilometer ten noordwesten van Kemerovo, 80 kilometer ten zuidoosten van Tomsk en 3565 kilometer ten oosten van Moskou. De stad ligt tussen de stad Jasjkino in het zuidwesten en de stad Anzjero-Soedzjensk in het oosten. De stad vormt een spoorwegknooppunt aan de Transsiberische spoorlijn. Hier begint de spoorlijn Tajga-Bely Jar-Tomsk. In de stad bevindt zich een vestiging van de Staatsacademie van Omsk voor Communicatie. De lokale economie bestaat uit bedrijven in de spoorsector, lichte en voedingsmiddelenindustrie en de productie van bouwmaterialen.

## Geschiedenis
De stad ontstond aan het einde van de 19e eeuw, toen de Transsiberische spoorlijn erdoorheen werd aangelegd. In 1895, na werkzaamheden die begonnen op 15 juni, werd het station 'Tajga' geopend en werden de eerste gebouwen geplaatst. Op 22 juli 1896 werd de stad opgenomen als bewoonde plaats van het gouvernement Tomsk, wat ook wel wordt gezien als de geboortedatum van de stad. Op 11 januari 1911 kreeg Tajga per oekaze de status van oejezdstad. In 1925 kreeg Tajga de status van stad. Het leger van Witte legergeneraal Aleksandr Koltsjak verborg tijdens zijn terugtrekking in de bossen bij Tajga meer dan 50 poeden goud. Ondanks vele zoektochten is de schat voor zover bekend nooit teruggevonden, hetgeen heeft geleid tot een mythevorming eromheen en vele zoektochten door gelukszoekers in de bossen bij de stad.

## Demografie
| Ontwikkeling van het inwoneraantal |        |        |        |        |        |        |        |
| Jaar                               | 1926   | 1939   | 1959   | 1970   | 1979   | 1989   | 2002   |
| Bevolking                          | 10.900 | 29.100 | 33.900 | 26.900 | 25.200 | 26.200 | 24.700 |